# موريتز كورنر
موريتز كورنر هو سياسي ألماني، ولد في 3 أغسطس 1990 في فيسبادن في ألمانيا. نشط حزبياً في الحزب الديمقراطي الحر. في انتخابات البرلمان الأوروبي 2019، انتخب عضو في البرلمان الأوروبي عن دائرة ألمانيا لترشحه ضمن قائمة الحزب الديمقراطي الحر، وقد انضم خلال فترته النيابية (2 يوليو 2019 – ) للكتلة البرلمانية كتلة تجديد أوروبا وانتخب عضو مجلس الشورى الموحد شمال الراين وستفاليا ‏.